# 3133 Sendai
A 3133 Sendai (ideiglenes jelöléssel A907 TC) a Naprendszer kisbolygóövében található aszteroida. August Kopff fedezte fel 1907. október 4-én.